# NGC 4847
NGC 4847 is een elliptisch sterrenstelsel in het sterrenbeeld Maagd. Het hemelobject werd op 19 april 1882 ontdekt door de Duitse astronoom Ernst Wilhelm Leberecht Tempel.

## Synoniemen
- PGC 44464